# Ангел-Войвода
Ангел-Войво́да (болг. Ангел войвода) — село в Хасковській області Болгарії. Входить до складу общини Мінеральні Бані.

## Населення
За даними перепису населення 2011 року у селі проживали 443 особи, усі — турки.
Розподіл населення за віком у 2011 році:
Динаміка населення:

## Назва
До 1934 року носила назву Кумрулар. Того року перейменована на честь гайдуцького воєводи Ангела Каріотова.